# Мооркоп
Мооркоп (нидерл. moorkop, «голова мавра», также нидерл. chocoladebol «шоколадный шарик») — традиционное голландское пирожное из заварного теста размером от 8 до 10 см, наполненное взбитыми сливками и покрытое снаружи шоколадной глазурью. Сверху на пирожное наносят немного взбитых сливок, в результате чего оно, по замыслу создателей, должно напоминать голову мавра в белоснежном тюрбане. По желанию сверху добавляют также кусочек фрукта, часто дольку мандарина или кусочек ананаса.

## Происхождение десерта и названия

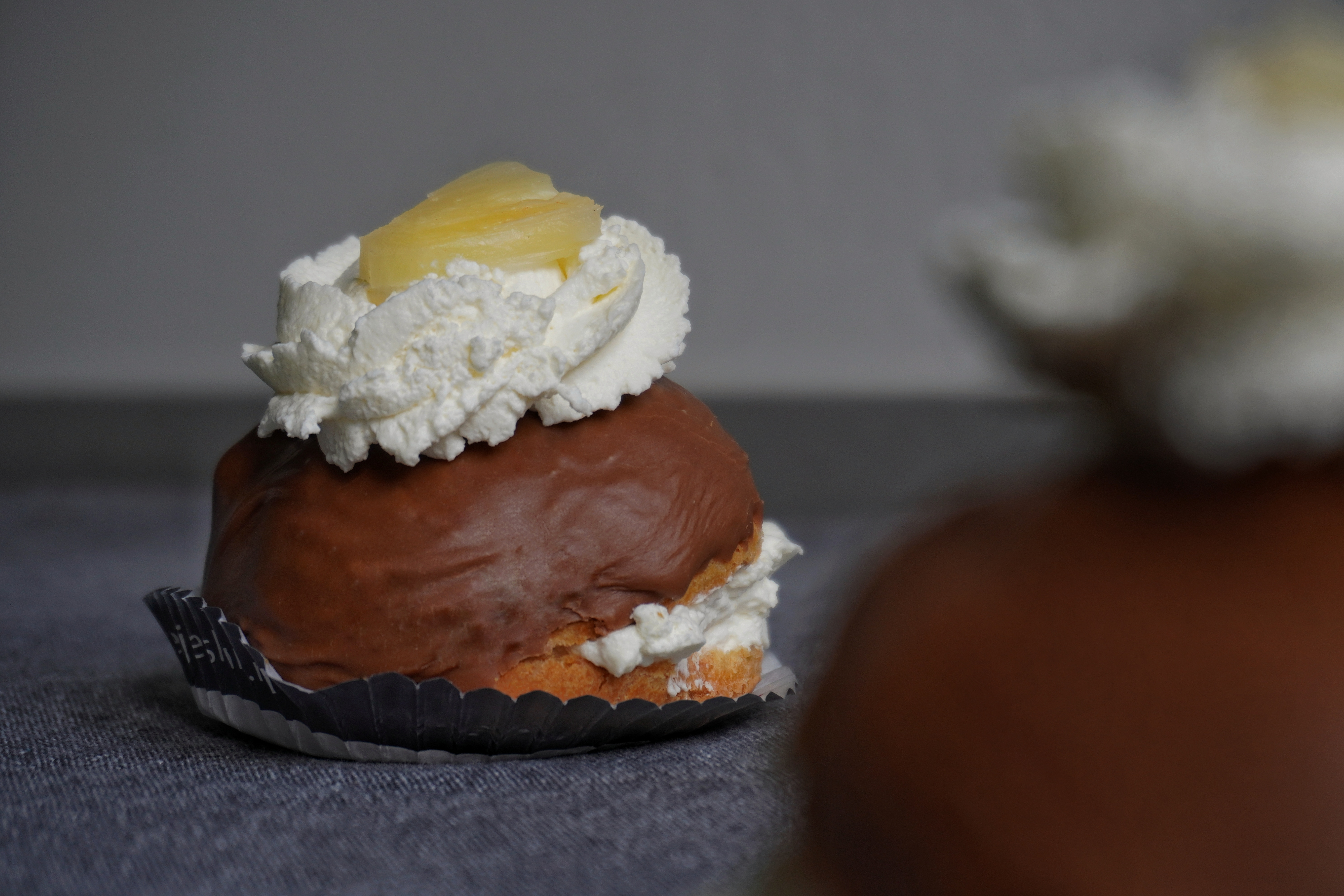
Мооркоп с ананасом

Голландский лингвист и этимолог Николин ван дер Сейс (англ.) в 2002 году датировала самое раннее письменное упоминание слова «moorkop» (применительно к выпечке) 1937 годом. Однако позднее было замечено, что это слово было использовано уже в 1918 году в рекламе кондитерской, а в 1926 году было упомянуто в рекламе роттердамской столовой, напечатанной в одной из нидерландских ежедневных газет. Более того, похожий рецепт немецкого пирожного с таким же названием, но только по-немецки («Mohrenköpfe») был напечатан в Германии в кулинарном справочнике уже в 1878 году (хотя в немецком рецепте упоминалось бисквитное, а не заварное тесто).

## Мооркоп и боссе-бол

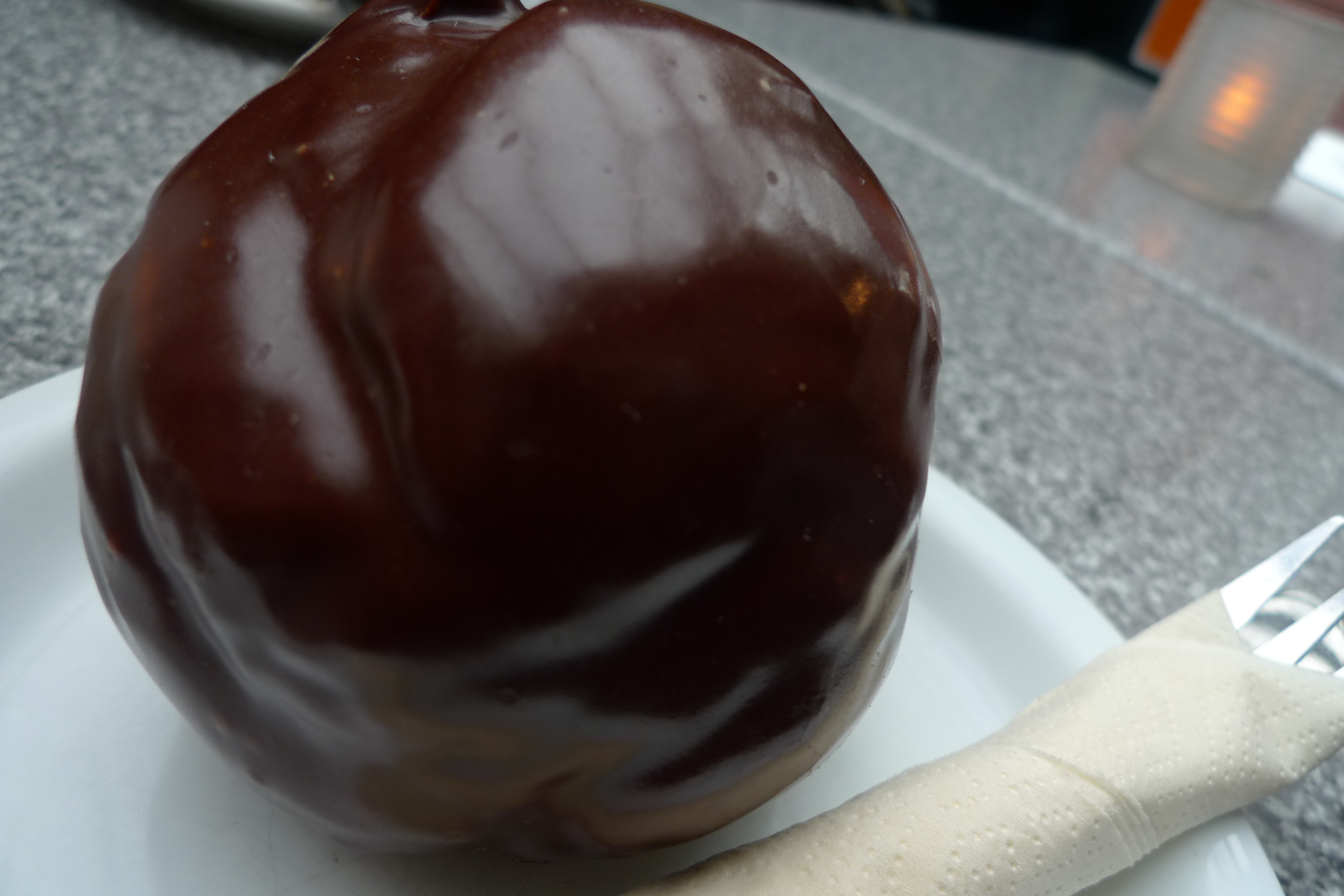
Босе-бол — похожее голландское пирожное

Мооркоп иногда путают с другим, похожим голландским пирожным под названием босе-бол (нидерл. bossche bol). Мооркоп отличается от боссе-бола меньшим размером, кроме того, если босе-бол покрыт кувертюром, то мооркоп — шоколадной глазурью на основе какао. Впрочем, название нидерл. chocoladebol («шоколадный шарик») может использоваться как применительно к босе-боллу, так и применительно к мооркопу.

## Переименование
В начале февраля 2020 года владелец пекарни «My Cakes» из города Монстер, расположенного в провинции Южная Голландия, изменил название пирожного в своей кондитерской на roomkop, поскольку счел название дискриминационным. Этому примеру последовала сеть универмагов HEMA, представители которой объявили, что с 30 марта 2020 года также откажется от названия «мооркоп». В качестве альтернативного названия в HEMA решили использовать название chocobol. По мнению представителей HEMA, это переименование стало необходимым, поскольку старое название пирожного более не соответствует духу времени.